# Hochwasserrückhaltebecken Buch

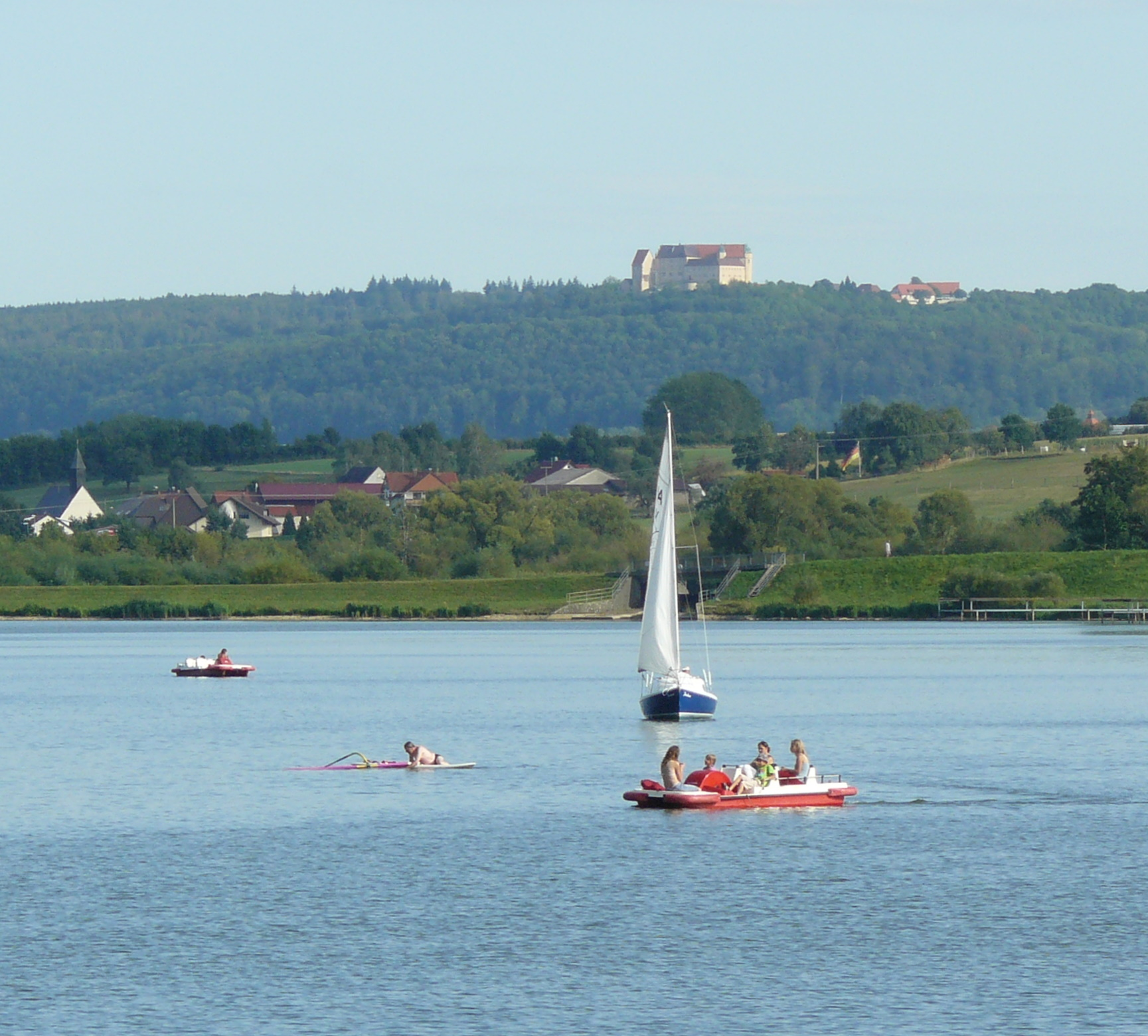
Freizeitnutzung im Sommer (im Hintergrund Schloss Kapfenburg)

Das Hochwasserrückhaltebecken Buch (auch Bucher Stausee oder Stausee Rainau-Buch) bei Rainau-Buch ist ein 1982 in Betrieb genommenes Hochwasserrückhaltebecken des Wasserverbandes Obere Jagst; der Stausee dient aber auch als Erholungsgebiet. Er liegt ca. 4 km von Ellwangen entfernt in Baden-Württemberg im Ostalbkreis und ist der größte See der Ellwanger Seenplatte.
Gestaut wird die Jagst, ein Nebenfluss des Neckar. Der Stausee dient auch der Wasserregulierung bei Niedrigwasser. Wenn die Jagst weniger als 20 Liter pro Sekunde führt, wird sie durch Wasser aus dem Stausee aufgehöht.
Der Staudamm ist ein Erddamm mit einem Lehmkern. Seine Wasserseite ist mit Betonplatten abgedeckt. Im Sommer werden im Becken 0,68 Mio. m³ aufgestaut. Das ist mehr als im Winter, da man im Sommer die Wasserfläche (dann 25,8 ha) nutzen will und im Winter einen größeren Hochwasserstauraum benötigt.
(Unterschiedliche Angaben zu den Daten in der Tabelle haben ihren Ursprung in verschiedenen Quellen.)

## Freizeitraum
Im Sommer sind vielfältige Freizeitnutzungen möglich: Es gibt einen Tretboot- und Ruderbootverleih, Liegeplätze für Segelboote, man kann surfen und segeln, baden und am Strand liegen, und es kann auch geangelt werden. Es gibt einen Rundwanderweg, auf dem man in etwa 45 Minuten den See umrunden kann.
Im Ufer-Bereich sind die Reste des Kastells Buch des obergermanisch-raetischen Limes zu sehen.

## Energiegewinnung
Vom Förderverein Wind- und Wasserkraft Ostalb 1994 ins Leben gerufen, wurde 1995 mit dem Bau eines kleinen Wasserkraftwerks begonnen und im Rahmen einer Staubeckenentleerung Ende des Jahres wurden Einlaufstück und Absperrklappe installiert. Im Frühjahr 1996 wurden die Rohrleitungen verlegt und die Restarbeiten nach Erstellung des Maschinenhäuschens und Einbau der Turbine sowie Antriebs- und Elektrotechnik erledigt.
Technische Daten der Anlage:
Durchströmturbine mit folgenden technischen Daten:
- Gefälle Hbrutto Sommer: 7 m
- Gefälle Hbrutto Winter: 4 m
- Schluckvermögen Q: 700 l/s bzw. 500 l/s
- Nenndrehzahl: 241/min bzw. 181/min
- Durchgangsdrehzahl: ca. 1,8-fach
- Wirkungsgrad: ca. 80 %
- Nennleistung mechanisch: 30 kW bzw. 12 kW
- Elektrische Leistung: 25 kW bzw. 10,5 kW

Generator
- Asynchrongenerator: 6/8-polig
- Nennleistung: 17/23 kW
- Wirkungsgrad: ca. 88 % bei Nennleistung

Schaltanlage und Turbinenverstelleinrichtung
Asynchronsteuersystem für eine zweiklappige Durchströmturbine, mit programmierbarer Steuerung entsprechend den Parallellaufvorschriften der EVUs,
Mit Netzüberwachung, zweistufiger Drehzahlüberwachung, Überwachung der Generatortemperatur und des Hydraulikaggregates.
Turbinenverstelleinrichtung bestehend aus:
Mikro-Hydraulikaggregat mit 10 Liter Tankvolumen, 0,5 kW, mit getrennten Steuerblöcken zur Ansteuerung von drei einfachwirkenden Zylindern.

## Naturschutzgebiet
Das im südöstlichen Teil gelegene Vorhaltebecken (auch: Rückhaltebecken, Vorbecken) sowie dessen Uferzonen und Jagsteinlauf ist seit 30. Juli 1990 durch Verordnung des Regierungspräsidiums Stuttgart als Naturschutzgebiet „Vorbecken Buch“ (Schutzgebiets-Nummer 1166) ausgewiesen. Das Gebiet hat eine Fläche von 11,2 Hektar. Durch den Erwerb von umliegenden Wiesenstücken konnte das NSG sukzessive erweitert werden, was 1999 durch Ausheben von Tümpeln und periodisch wasserführenden Wiesen unterschiedlicher Tiefe seinen Höhepunkt fand.
Das Gebiet soll hauptsächlich als Brut-, Durchzugs- und Überwinterungsquartier für Vögel dienen und erfüllt diesen Zweck eindrucksvoll. Zuvor dort nicht nachgewiesene Arten können nun in schöner Regelmäßigkeit beobachtet werden.
Auch die Anzahl und Vielfalt an Brutvögeln ist von überregionaler Bedeutung. So gehört seit Jahren unter anderem Kiebitze (Vanellus vanellus) und Flussregenpfeifer (Charadrius dubius) zum festen Bestand an Brutvögeln.
Seit der Verschlickung wird das Gebiet auch während der Herbst- und Frühjahrszeit von Zugvögeln, darunter speziell Limikolen (Watvögel) häufig und stark frequentiert. Mehr als 20 verschiedene Limikolenarten wurden bereits nachgewiesen, darunter seltene Arten wie der Temminckstrandläufer (Calidris temminckii), das Thorshühnchen (Phalaropus lobatus) oder der Teichwasserläufer (Tringa stagnatilis).
Auch als Überwinterungsgebiet ist der Bucher Stausee ein wichtiger Pfeiler in der Region: Gänsesäger (Mergus merganser), Reiherente (Aythya fuligula), Tafelente (Aythya ferina), Krickente (Anas crecca), Löffelente (Anas clypeata), Spießente (Anas acuta), Pfeifente (Anas penelope), Schnatterente (Anas strepera), Stockente (Anas plathyrynchos) sowie Schellente (Bucephala clangula) sind regelmäßig vertreten.